# Zhengfang, Jiangxi
Zhengfang (kinesiska: 郑坊) är en köpinghuvudort i Kina. Den ligger i provinsen Jiangxi, i den sydöstra delen av landet, omkring 200 kilometer öster om provinshuvudstaden Nanchang. Antalet invånare är 23 293. Befolkningen består av 11 063 kvinnor och 12 230 män. Barn under 15 år utgör 26,0 %, vuxna 15-64 år 64 %, och äldre över 65 år 8,0 %.
Runt Zhengfang är det ganska tätbefolkat, med 239 invånare per kvadratkilometer. Närmaste större samhälle är Huanggu, 16,1 km sydost om Zhengfang. Trakten runt Zhengfang består till största delen av jordbruksmark.
Genomsnittlig årsnederbörd är 2 757 millimeter. Den regnigaste månaden är juni, med i genomsnitt 493 mm nederbörd, och den torraste är oktober, med 41 mm nederbörd.